# Камйонка (гміна Радзейовіце)
Камйонка (пол. Kamionka) — село в Польщі, у гміні Радзейовиці Жирардовського повіту Мазовецького воєводства.
Населення — 128 осіб (2011).
У 1975-1998 роках село належало до Скерневицького воєводства.

## Демографія
Демографічна структура станом на 31 березня 2011 року:
|          | Загалом | Допрацездатний вік | Працездатний вік | Постпрацездатний вік |
| -------- | ------- | ------------------ | ---------------- | -------------------- |
| Чоловіки | 64      | 16                 | 42               | 6                    |
| Жінки    | 64      | 19                 | 36               | 9                    |
| Разом    | 128     | 35                 | 78               | 15                   |